# Adfærdsarkitektur
Adfærdsarkitektur betegner sammenhængen mellem adfærd og arkitektur, og hvordan man som adfærdsarkitekt kan designe ud fra arkitektoniske greb og opnå bestemte typer af adfærd.
Som designer er det muligt at arbejde strategisk med arkitekturen og skabe rum, der forbedrer livskvaliteten for brugerne. Det gælder både indenfor erhvervs- og boligbyggeri.
Siden 1980’erne er der forsket i, hvordan arkitektur kan forbedre menneskets trivsel og livskvalitet. Forskningen har især beskæftiget sig med hospitalssektoren. Et studie er View Through a Window May Influence Recovery from Surgery af Roger Ulrich, publiceret i 1984. Her undersøges bedringen af 46 patienter, hvoraf halvdelen er indlagt i rum med udsigt til træer og den anden halvdel indlagt med udsigt til en murstensvæg. Resultaterne finder, at patienter med træudsigten modtog mindre smertestillende medicin, havde færre postoperative komplikationer, blev udskrevet hurtigere og var i bedre humør. Dette studie har efterfølgende medvirket til, at der er blevet forsket yderligere inden for området om, hvorvidt arkitektur kan forbedre menneskers livskvalitet. 
Forskningen har efterhånden bredt sig til også at omhandle kontormiljøer og boliger, hvor der er fundet lignende resultater. På engelsk går begrebet under navnet Behavioural design.